# Технички музеј у Бечу
Технички музеј у Бечу је музеј у Пенцингу. Музеј приказује историју и развој технологије, индустрије и науке, са фокусом на аустријско учешће. У њему се налазе бројни историјски модели, као што су они из области железничког саобраћаја, бродоградње, ваздухопловства и индустрије, као и једна од највећих колекција историјских музичких инструмената у Аустрији.

## Историја

### Позадина
Поводом 60. годишњице ступања на престо цара Фрања Јосифа 1908., одлучено је да се у Бечу оснује Технички музеј за индустрију и трговину. Иницијативу је првенствено водио Вилхелм Екснер, који се залагао за идеју таквог музеја још од Светске изложбе у Бечу 1873. Пројекат су финансирали индустријалци и банкари, укључујући Ротшилд банку. Исте године отворен је Национални технички музеј у Прагу.
Након што је одређена локација, а музеј је требао да буде изграђен у 14. округу у близини царске резиденције у Шенбруну на земљишту које је град бесплатно обезбедио, почетне студије је припремио бечки историчар архитекта Емил фон Форстер. Након његове изненадне смрти 1909., одржан је конкурс за дизајн међу архитектима који су радили у Бечу, међу којима су били Ото Вагнер и Адолф Лоос. Учесници су имали само два месеца да поднесу своје дизајне. Ото Вагнер, водећи члан покрета бечке сецесије, победио је на такмичењу; међутим,Франц Фердинанд, непоколебљиви противник модерне уметности, поништио је одлуку и прогласио победником дизајн Ханса Шнајдера, који је веома личио на Форстерове планове. 

### Успостављање
Камен темељац поставио је Фрањо Јосиф 20. јуна 1909. Зграда је завршена 1913., али је њено отварање, првобитно планирано за 1914., одложено због Првог светског рата до 1918. До марта 1919. музеј је већ дочекао свог 100.000. посетиоца. Музеј је до 1922. водило удружење, након чега је национализован из финансијских разлога, пошто су се многи бивши покровитељи повукли након распада монархије и нестабилности послератног периода.

### Нацистичка ера и реституција
Током нацистичког периода, Технички музеј је набавио предмете и материјале који су украдени од Јевреја. Након доношења Савезног закона о реституцији уметности 1998., уложени су напори да се опљачкани предмети врате њиховим правим власницима. Музеј је остао нетакнут током Другог светског рата, али је примио мало посетилаца због затварања школа и забране Јевреја.

### Модерна историја
После рата, једна трећина особља музеја је била погођена Прохибицијом 1947, који је захтевао од бивших чланова НСДАП-а да се региструју код локалних власти. 1984. изнета је забринутост због погоршања услова у савезним музејима. Као одговор, влада је издвојила неколико милиона шилинга за рестаурацију, при чему је скоро 502 милиона шилинга намењено искључиво за свеобухватну обнову Техничког музеја. Реновирање, започето у јулу 1994., трајало је више од три године. Због промена руководства и редизајна изложбе, поновно отварање музеја је одложено до 1999.

## Изложбе
Пошто се изложбе фокусирају на преношење техничких концепата, оне садрже бројне функционалне моделе који омогућавају посетиоцима да истраже и разумеју техничке процесе. Они се редовно ажурирају како би одражавали најновија достигнућа.
Поред тога, део колекције обухвата предмете из раног 19. века, који потичу из k.k. Fabriksprodukten-Kabinett, основаног 1807. да документује индустријске производе из раних фаза индустријализације монархије.

### Аутомобили
Одељење аутомобилских возила приказује прекретнице у историји аустријске аутомобилске индустрије. Међу најстаријим експонатима је први аутомобил на бензин који је радио у Аустрији, као и други аутомобил марке Маркус, једно од најстаријих возила очуваних у оригиналном стању. 2006. представљена је функционална реплика аутомобила Маркус, што је омогућило пробне вожње и јавне демонстрације.

## Галерија
- Први аустријски спасилачки хеликоптер
- Етрих Таубе
- Оргуље капеле Хофбург
- Писаћа машина Петера Митерхофера (1864)
- ЛД лонац (1952)